# Comuna Hladkivka, Hola Prîstan
Hladkivka (în ucraineană Гладківка) este o comună în raionul Hola Prîstan, regiunea Herson, Ucraina, formată din satele Hladkivka (reședința) și Ridna Ukraiina.

## Demografie
Componența lingvistică a comunei Hladkivka
     Ucraineană (87,92%)
     Rusă (10,07%)
     Alte limbi (1,49%)
Conform recensământului din 2001, majoritatea populației comunei Hladkivka era vorbitoare de ucraineană (87,92%), existând în minoritate și vorbitori de rusă (10,07%).